# Sora Eshontoʻrayeva
Sora Abdurahmonovna Eshontoʻrayeva (Sara Abdurachmanowna Ischanturajewa, russisch Сара Абдурахмановна Ишантураева, wiss. Transliteration Sara Abdurachmanovna Išanturaeva; * 26. Oktoberjul. / 8. November 1911greg., Provinz Namangan; † 8. September 1998, Taschkent) war eine usbekisch-sowjetische Theater- und Filmschauspielerin.

## Leben
Sie wurde am 26. Oktober (8. November) 1911 im Dorf Beshbulok (heute Provinz Namangan in Usbekistan) geboren. In ihrer frühen Kindheit, nach dem Tod ihres Vaters, war ihre Mutter gezwungen, Sora in eine fremde Familie zu geben, wie die beiden anderen Kinder. Ab 11 Jahren wuchs sie in dem Mädcheninternat „Zebunnis“ in Taschkent auf. Dort nahm sie an einer Amateurgruppe und an Massenaufführungen der Vorbildlichen Dramatischen Bezirkstruppe teil. 1927 schloss sie ihr Studium am Usbekischen Staatlichen Schauspielstudio am Usbekischen Bildungshaus (später Usbekisches Bildungsinstitut „Josef Stalin“) in Moskau ab. Die Absolventen dieses Studiums bildeten die Grundlage des usbekischen Hamza-Hakimzoda-Niyoziy-Theaters.
Ab 1927 war sie Schauspielerin der Zentralen staatlichen usbekischen Truppe in Samarqand (seit 1929: Staatliches Usbekisches Dramentheater „Hamza“ in Taschkent, seit 2001: Usbekisches Nationales Akademisches Theater). 1943 bis 1946 und 1953 bis 1960 war sie Theaterdirektorin. 1946 bis 1955 und 1981 bis 1985 war sie Vorsitzende der Theatergesellschaft Usbekistans.
Sie war ab 1942 Mitglied der Kommunistischen Partei der Sowjetunion und Mitglied des Zentralkomitees der Kommunistischen Partei der Usbekischen SSR, Delegierte des 19. Kongresses der Kommunistischen Partei der Sowjetunion, Stellvertreterin des Obersten Sowjets der UdSSR der 2. bis 4. Amtsperiode (1946–1958), Stellvertreterin des Obersten Sowjets der Usbekischen SSR (ab 1939) und Mitglied des sowjetischen Friedenskomitees. Sie war Vorstandsvorsitzende des Republikanischen Friedensfonds und Mitglied des Komitees für Lenin-Preise im Bereich Wissenschaft und Kunst beim Ministerrat der UdSSR.
Sie starb am 8. September 1998 in Taschkent und wurde auf dem Chigatai-Friedhof beigesetzt.

## Ehrungen
- Volkskünstler der UdSSR (1951)
- Staatspreis der UdSSR (1949)[6]